# 마전동 (거제시)
마전동(麻田洞)은 경상남도 거제시의 행정동이었다. 법정동인 장승포동의 남부 2.35 km2를 관할했으며, 동의 폐지 당시 인구는 4,952 명이었다. 마전(麻田)은 '삼밭'이라는 뜻이다.

## 개요
여객선터미널이 있어서 유람선이 다니고, 낚시 어업 성행한다. 거제대학 및 국가 일선기관이 자리를 잡고 있으며, 대우조선 배후도시로 조선업관련 유입 주민이 다수 거주하고 있다. 금융·의료·유흥업소가 없는 순수 주거 지역이라는 특징이 있다.
인구가 적어 2016년 5월 1일 장승포동에 합쳐졌다.

## 법정동
- 장승포동 일부